# Evolène
Evolène es una comuna suiza situada en el distrito de Hérens, en el cantón del Valais. Tiene una población estimada, a fines de 2023, de 1670 habitantes.

## Geografía
La localidad es una de las comunas más grandes de Suiza. Ubicada en una región montañosa por excelencia, sin vínculo geográfico con la llanura, Evolène se caracteriza por su patrimonio típico de las regiones alpinas.
Aunque geográficamente está lejos de la llanura del Ródano, la localidad se beneficia de la excelente carretera de Val d'Hérens, que la une a Sion atravesando las comunas de Saint-Martin, Hérémence y Vex.

## Idioma
El idioma oficial es el francés. El dialecto local pertenece al idioma franco-provenzal y está estrechamente relacionado con el dialecto valdostano. Evolène representa el único pueblo de Suiza donde el franco-provenzal, o arpitano, es hablado como idioma nativo, debido a su proximidad con el Valle de Aosta, que es la única región en la cual este idioma es hablado como nativo en el espacio arpitano. Sin embargo, es difícilmente incomprensible con el francés y como todos los niños son escolarizados en francés, en Evolène existe el riesgo de que desaparezca a medida que las generaciones más mayores van dejando de hablarlo gradualmente en casa con sus hijos y no es esencial para su desarrollo.

## Avalanchas del 21 de febrero de 1999
El 21 de febrero de 1999, Evolène fue el centro de una serie de avalanchas fatales que causaron la muerte de 12 personas. Esto se debió a la acumulación substancial de nieve que cayó en los Alpes durante el invierno de 1999.